# Kwiecień (film)
Kwiecień (în poloneză Kwiecień, în traducere „Aprilie”) este un film de război polonez din 1961, regizat de Witold Lesiewicz⁠(d) după un scenariu inspirat din romanul Kwiecień (1961) al lui Józef Hen⁠(d).

## Rezumat
Acțiunea filmului are loc în primele luni ale anului 1945, aproape de sfârșitul celui de-al Doilea Război Mondial. O unitate a Armatei a 2-a⁠(d) a Armatei Poloneze efectuează pregătiri pentru traversarea râului Neisse (Nysa Łużycka) în cadrul Ofensivei de primăvară din 1945. Comandantul unității, lt-col. Wacław Czapran, organizează o serie de acțiuni riscante care pun în pericol viețile militarilor și, în timpul unei discuții aprinse, îl plesnește peste față pe stegarul Szumibór. Acesta din urmă trimite un raport procurorului diviziei, căpitanul Tadeusz Hyrny, și îl provoacă pe comandant la duel.
Atacul începe curând, iar Anklewicz, unul dintre soldați, refuză să respecte ordinul comandantului. Această insubordonare cauzează pierderi numeroase de vieți. Procurorul Hyrny încearcă să atenueze conflictul și să calmeze cele două părți, vrând să asigure ordinea în cadrul unității pentru obținerea victoriei. În timpul unei acțiuni îndrăznețe, colonelul Czapran și soldatul Anklewicz mor, iar militarii unității, mișcați de actul lor de eroism, hotărăsc să recupereze trupurile celor doi.

## Distribuție
- Maria Ciesielska⁠(d) — asistenta sanitară Wanda Ruszkowska
- Piotr Pawłowski — căpitanul Tadeusz Hyrny, procurorul diviziei
- Henryk Bąk — locotenent-colonelul Wacław Czapran
- Tadeusz Kondrat⁠(d) — fruntașul Bogusław Klukwa
- Franciszek Pieczka⁠(d) — pușcașul Anklewicz
- Leszek Herdegen⁠(d) — stegarul (chorąży) Juliusz Szumibór
- Jerzy Turek⁠(d) — Jasiek, ordonanța lui Hyrny
- August Kowalczyk⁠(d) — maiorul Lipiec
- Jan Kobuszewski⁠(d) — Paweł, ordonanța lui Czapran
- Andrzej Krasicki⁠(d) — capelanul militar
- Krzysztof Kowalewski — stegarul Sulikowski
- Jerzy Nowak — poștașul
- Jerzy Pichelski⁠(d) — medicul
- Bolesław Płotnicki⁠(d) — maiorul Kozłowski, adjunctul lui Czapran
- Witold Pyrkosz⁠(d) — locotenentul Galicki
- Jolanta Czaplińska⁠(d) — radiotelegrafista (nemenționată)
- Wacław Kowalski⁠(d) — sanitar (nemenționat)
- Józef Łodyński⁠(d) — soldatul care îl escortează pe Anklewicz (nemenționat)
- Adam Perzyk⁠(d) — soldat (nemenționat)
- Wojciech Rajewski⁠(d) — Heinrich Dampf, prizonierul lui Klukwa (nemenționat)
- Stanisław Tym⁠(d) — sanitar (nemenționat)

## Producție
Filmările au început pe 15 februarie 1961 și s-au desfășurat în martie 1961 în satul Spała⁠(d) din voievodatul Łódź.

## Premii
Kwiecień a fost distins în anul 1962 cu două premii: Premiul ministrului culturii și artei cl. a II-a și Premiul ministrului apărării naționale cl. a II-a.